# 383622 Luigivolta
383622 Luigivolta este o planetă minoră (asteroid) din centura de asteroizi. A fost descoperită pe 11 august 2007 la  de Vincenzo Silvano Casulli⁠(d) și a fost numită după Luigi Volta⁠(d). 
Obiectul prezintă o orbită caracterizată de o semiaxă mare de 2,8806991919429 UAi, o excentricitate de 0,067812334569848, o înclinație de 11,164801153253 ° în raport cu ecliptica.